# Казанова (песня)
«Казанова» — третья песня альбома «Разлука» группы «Nautilus Pompilius». Также песня вошла в студийный альбом «Князь Тишины» (седьмая песня) и в концертную запись «Ни Кому Ни Кабельность». Один из наиболее популярных хитов группы. Написана Вячеславом Бутусовым и Алексеем Могилевским на слова Ильи Кормильцева.

## История песни
Вячеслав Бутусов: 

Вот эту песню мы написали практически прямо в студии. У меня был проигрыш и была тема припева. Текст Кормильцев написал загодя. Сидели перед сессией, повозились, повозились, состряпали куплет, слепили припев… Прогнозы по этой песне были нулевые. Ставили тогда на другие, борьба с тоталитаризмом, все такое. Но жизнь повернула иначе, и вся эта журналистика, лозунг и плакаты очень быстро отошли на задний план. Признак конкретного времени — это сиюминутно.

## Оценки и критика
По мнению ряда исследователей творчества группы, автор текста Кормильцев использовал женские образы для характеристики личности самого героя. Так, например, в песне появляется образ «города женщин, ищущих старость». Монолог героя, современного Казановы, обращён к одной женщине, на взаимность которой он рассчитывает. Однако она предстаёт равнодушной и холодной.